# Coleen Rowley
Coleen Rowley (nascuda el 20 de desembre de 1954) és una antiga agent i denunciant de l'FBI estatunidenca, i va ser una candidata del Democratic-Farmer-Labor Party (DFL) pel congrés dels Estats Units en el segon districte de Minessota, un dels vuits districtes de Minessota, en 2006. Va perdre les eleccions generals amb el titular republicà John Kline.